# Карцином великих ћелија плућа
Карцином великих ћелија плућа (КВЋП) или великоћелијски карцином плућа је хетерогена група недиференцираних малигних неоплазми којима недостају цитолошке и архитектонске карактеристике карцинома малих ћелија и диференцијација жлезда или сквамоза. Овак карцином је категорисан као тип немалоћелијски карцином плућа који потиче од епителних ћелија плућа. Хистолошки се карактерише присуством великих, недиференцираних ћелија које немају карактеристике карцинома сквамозних ћелија или аденокарцинома (друге врсте карцинома). Типично туморске ћелије уочене у КВЋП су са обилном  бледо обојеном цитоплазмом и истакнутим нуклеолама.